# Apteronotus
Apteronotus is een geslacht van straalvinnige vissen uit de familie van de staartvinmesalen (Apteronotidae).

## Soorten
- Apteronotus acidops Triques, 2011
- Apteronotus albifrons (Linnaeus, 1766)
- Apteronotus anu de Santana & Vari, 2013
- Apteronotus apurensis Fernández-Yépez, 1968
- Apteronotus baniwa de Santana & Vari, 2013
- Apteronotus bonapartii (Castelnau, 1855)
- Apteronotus brasiliensis (Reinhardt, 1852)
- Apteronotus camposdapazi de Santana & Lehmann A., 2006
- Apteronotus caudimaculosus de Santana, 2003
- Apteronotus cuchillejo (Schultz, 1949)
- Apteronotus cuchillo Schultz, 1949
- Apteronotus curvioperculata (Godoy, 1968)
- Apteronotus ellisi (Alonso de Arámburu, 1957)
- Apteronotus eschmeyeri de Santana, Maldonado-Ocampo, Severi & Mendes, 2004
- Apteronotus ferrarisi de Santana & Vari, 2013
- Apteronotus galvisi de Santana, Maldonado-Ocampo & Crampton, 2007
- Apteronotus jurubidae (Fowler, 1944)
- Apteronotus leptorhynchus (Ellis, 1912)
- Apteronotus lindalvae de Santana & Cox Fernandes, 2012
- Apteronotus macrolepis (Steindachner, 1881)
- Apteronotus macrostomus (Fowler, 1943)
- Apteronotus magdalenensis (Miles, 1945)
- Apteronotus magoi de Santana, Castillo & Taphorn, 2006
- Apteronotus mariae (Eigenmann & Fisher, 1914)
- Apteronotus milesi de Santana & Maldonado-Ocampo, 2005
- Apteronotus pemon de Santana & Vari, 2013
- Apteronotus rostratus (Meek & Hildebrand, 1913)
- Apteronotus spurrellii (Regan, 1914)